# Ioannes VI Kantakouzenos
Ioannes VI Kantakouzenos hoặc Cantacuzenus (tiếng Hy Lạp: Ἰωάννης ΣΤʹ Καντακουζηνός, Iōannēs VI Kantakouzēnos) (khoảng 1292 – 15 tháng 6, 1383) là Hoàng đế Đông La Mã từ năm 1347 đến 1354.

## Thiếu thời
Sinh ra ở Constantinopolis, Ioannes Kantakouzenos là con trai của Mikhael Kantakouzenos, thống đốc xứ Morea; Donald Nicol phỏng đoán rằng ông có thể đã được sinh ra sau cái chết của cha mình nên vừa mới chào đời trở thành đứa con duy nhất. Với dòng máu của bà mẹ Theodora Palaiologina Angelina, ông là một hậu duệ của nhà Palaiologos đương thời. Ông còn có mối quan hệ họ hàng với triều đại quân chủ qua vợ Eirene Asanina, một người em họ thứ hai của Hoàng đế Andronikos III Palaiologos. Kantakouzenos trở thành một người bạn thân với Andronikos III và là một trong những người ủng hộ chính của mình trong cuộc xung đột giữa Andronikos và ông nội là Andronikos II Palaiologos. Nhân ngày lễ đăng quang của Andronikos III vào năm 1328, ông được giao phó trọng trách xử lý sự vụ trong triều. Đến khi Hoàng đế mất vào năm 1341, Ioannes Kantakouzenos bỗng được chỉ định làm nhiếp chính và người giám hộ của tân vương Ioannes V Palaiologos mới lên chín.
Ioannes vốn không có tham vọng độc chiếm ngôi vị và đã từ chối làm đồng hoàng đế dù mấy lần được Andronikos III Palaiologos mời gọi dưới thời trị vì sau này. Sau cái chết của hoàng đế, Ioannes lại từ chối lên ngôi và cứ nhất định cho rằng người thừa kế hợp pháp phải là Ioannes V, riêng mình sẽ nắm quyền kiểm soát hành chính của Đế quốc cho đến khi tân hoàng đế đủ tuổi trị vì. Bất chấp sự tận trung hết lòng của ông với vị hoàng đế trẻ tuổi và mẹ ngài là Hoàng hậu Anna xứ Savoy, tình bạn của Ioannes với tiên đế đã làm dấy lên cả sự ghen tị của Thượng phụ Constantinopolis và người bảo trợ cũ là Alexios Apokaukos, cùng sự hoang tưởng của hoàng hậu nghi ngờ ý định cướp ngôi của ông. Nhân lúc Ioannes Kantakouzenos rời Constantinopolis đi thị sát xứ Morea, kẻ thù của ông đã nắm lấy cơ hội này mà tôn phò Ioannes V làm hoàng đế và ra lệnh giải tán quân đội trung thành với Kantakouzenos. Khi tin tức lan truyền đến quân của ông đang đóng tại Didymoteichon ở Thracia, họ liền nổi dậy tôn Kantakouzenos làm hoàng đế. Kể từ đây đã đánh dấu sự bắt đầu của cuộc nội chiến giữa Ioannes Kantakouzenos và chế độ nhiếp chính ở Constantinopolis dẫn đầu bởi Anna xứ Savoy, Apokaukos và Thượng phụ.
Cuộc nội chiến xảy ra sau đó đã kéo dài đến tận sáu năm (1341-1347) mà các bên đều kêu gọi sự trợ giúp của các nước láng giềng như Serbia, Bulgaria và người Thổ Ottoman, thậm chí họ còn thuê cả lính đánh thuê đủ mọi hạng người tới Constantinopolis tham chiến. Tuy chủ yếu vẫn là sự trợ giúp của người Thổ Ottoman với thỏa thuận là nếu Ioannes VI Kantakouzenos kết thúc cuộc chiến này, Đế quốc Ottoman ít nhiều đều có lợi cho trong việc khuếch trương ảnh hưởng lên Đông La Mã.

## Triều đại
Năm 1347, Ioannes ca khúc khải hoàn tiến vào Constantinopolis với đội quân 1.000 người và buộc các đối thủ của ông phải chịu sự sắp đặt mà theo đó thì ông sẽ trở thành đồng hoàng đế với Ioannes V Palaiologos nhưng thực tế thì ông mới là người cầm quyền chính. Lễ mừng chiến thắng của hoàng đế trong cuộc nội chiến kéo dài sáu năm đã là chủ đề của bài thơ "Đại thắng của Ioannes Kantakouzenos" của nhà thơ Hy Lạp hiện đại Konstantinos Cavafy. Ít lâu sau ông cho lập con mình là Matthaios Kantakouzenos làm đồng hoàng đế vào năm 1353.
Đế quốc Đông La Mã vào lúc này đã bị suy yếu và lãnh thổ thì bị thu hẹp dần trong tình trạng tứ bề thọ địch. Rồi lại thất bại trong cuộc chiến tranh chống lại Genova và đặc biệt là thuộc địa của họ ở Galata, đối diện với Constantinopolis. Việc hoàng đế sau này tham gia vào cuộc chiến tranh Venezia-Genova năm 1350–1355 cũng chẳng mang lại kết quả rõ rệt gì, để rồi được kết thúc bằng một hiệp ước với Genova vào tháng 5 năm 1352. Thêm một cuộc chiến khác nổ ra chống lại người Serbia mà vào lúc đó đã lập nên một đế chế rộng lớn trên các vùng biên giới tây bắc và có một liên minh mạo hiểm với người Thổ Ottoman, vốn định cư lần đầu tiên ở châu Âu, tại Gallipoli ở Thracia vào cuối thời Ioannes VI Kantakouzenos. Năm 1349, hoàng đế phái một đội tàu chiến lớn gồm 9 chiếc được đóng mới và khoảng 100 tàu nhỏ tới sát phạt Genova nhưng đã bị chiếm giữ toàn bộ. Sau đó vào năm 1351, ông còn gửi 12 tàu chiến tới giúp Venezia chống lại Genova nhưng đã bị đánh cho tan tành khiến sức mạnh hải quân của đế chế dần dần tan rã.
Kantakouzenos đã quá sẵn sàng để kêu gọi sự trợ giúp của nước ngoài trong những lần tranh chấp châu Âu của mình và khi ông không có đủ tiền để trả cho họ, thì có cớ cho họ sẵn sàng chiếm giữ một thị trấn châu Âu. Gánh nặng tài chính do ông áp đặt từ lâu đã làm phật lòng các thần dân của mình và một phe cánh hùng hậu đã luôn luôn ủng hộ Ioannes V Palaiologos. Do đó khi về sau bước chân vô Constantinopolis vào cuối năm 1354 thì Ioannes V Palaiologos mới thành công một cách dễ dàng như vậy.

## Về hưu

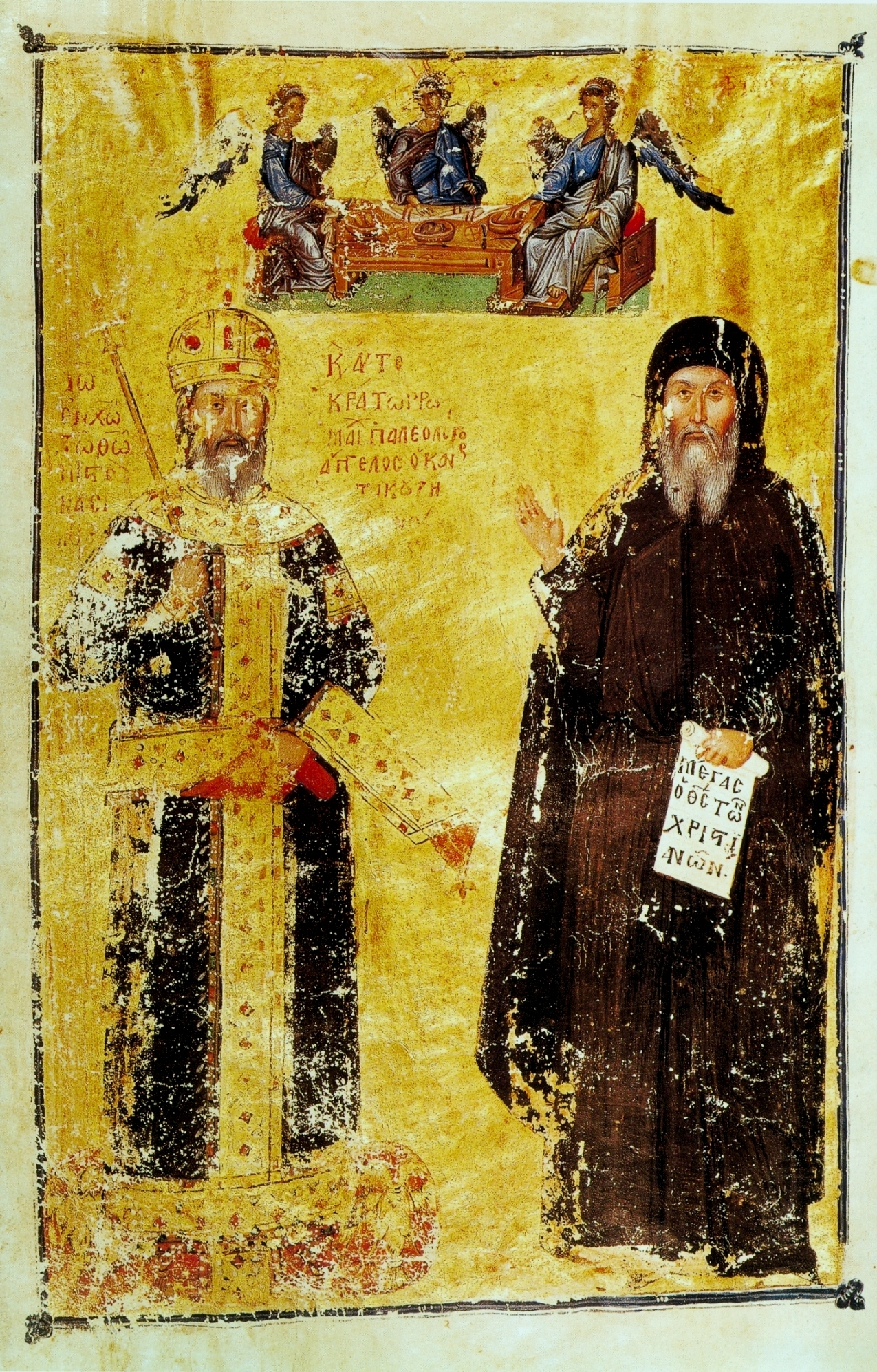
Ioannes VI Kantakouzenos thời là hoàng đế (trái) và tu sĩ (phải).

Kantakouzenos chấp nhận thoái vị về sống ở một tu viện (nơi ông lấy tên Joasaph Christodoulos) và luôn bận rộn với các hoạt động văn học nghệ thuật. Đến năm 1367, Joasaph được bổ nhiệm làm người đại diện của Giáo hội Chính Thống giáo Đông phương tới đàm phán với Paul thành Smyrna về sau là Thượng phụ Latinh thành Constantinopolis để cố gắng hòa giải giữa Giáo hội Chính Thống giáo Đông phương và Công giáo La Mã. Họ đã đồng ý triệu tập một đại hội đồng toàn thế giới với sự tham dự của Giáo hoàng, tất cả các thượng phụ và các giám mục và tổng giám mục của cả hai giáo hội đông tây. Kế hoạch này sau đó đã bị Giáo hoàng Urban V từ chối nên mọi sự đều không thành công. Kantakouzenos về sau qua đời tại Peloponnesus vào năm 1383 và được các con mình chôn cất tại Mistra ở Laconia.

## Tác phẩm
Bộ Lịch sử của ông gồm bốn tập đề cập đến những năm 1320-1356. Vì bộ sử đóng vai trò như một lời biện hộ cho hành động của hoàng đế nên cần phải được đọc một cách thận trọng, may mắn thay nó đã được bổ sung và hiệu chỉnh bởi tác phẩm của người đương thời là Nikephoros Gregoras. Giá trị của bộ sử nằm ở chỗ được cải biên khá tốt và đồng nhất, những sự biến đều xoay quanh nam diễn viên chính trong con người của tác giả, thế nhưng thông tin lại có phần thiếu sót về những vấn đề mà ông không trực tiếp liên quan. Kantakouzenos còn viết một bài biện hộ cho Hesychasm, một học thuyết thần bí của Hy Lạp.

## Gia đình
Với người Irene Asanina, con gái của Andronikos Asan (con của Hoàng đế Ivan Asen III của Bulgaria với Hoàng hậu Eirene Palaiologina, con gái của Hoàng đế Mikhael VIII Palaiologos), Ioannes VI Kantakouzenos có vài đứa con gồm:
1. Matthaios Kantakouzenos, đồng hoàng đế 1353–1357, sau là Despotēs xứ Morea
2. Manuel Kantakouzenos, Despotēs xứ Morea
3. Andronikos Kantakouzenos (mất 1347)
4. Maria Kantakouzene kết hôn với Nikephoros II Orsini xứ Epirus
5. Theodora Kantakouzene kết hôn với Sultan Orhan của Đế quốc Ottoman[6]
6. Helena Kantakouzene kết hôn với Hoàng đế Ioannes V Palaiologos